# Ölpest am Persischen Golf 1991

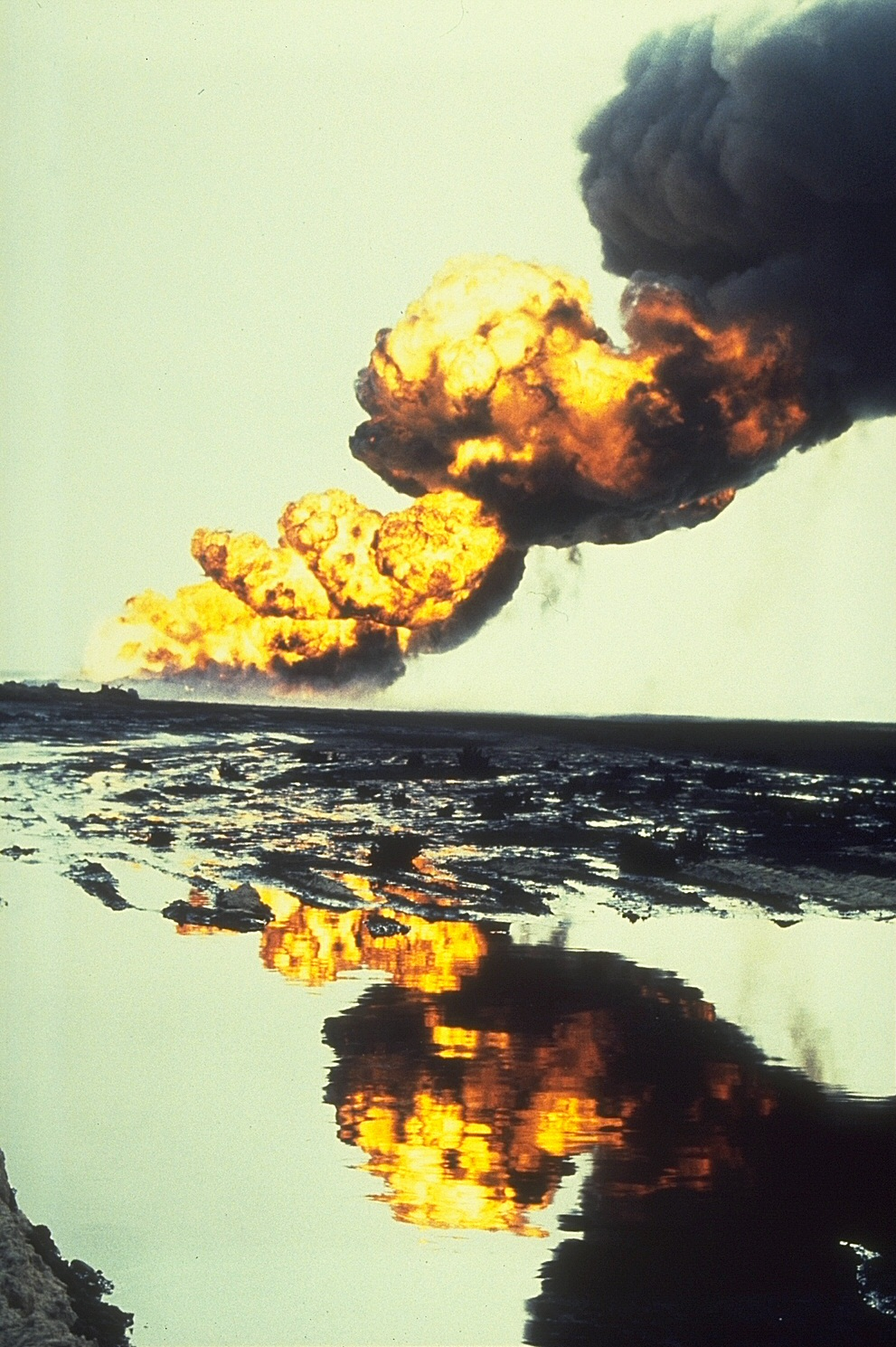
Brennende Ölquelle und austretendes Erdöl im Burgan-Ölfeld, Kuwait (Januar 1991)

Die Ölpest am Persischen Golf im Jahr 1991 als Folge des Zweiten Golfkriegs gilt bis heute (Stand 2024) als die größte maritime Ölkatastrophe, gefolgt von der Ölpest in Folge der Explosion der Deepwater Horizon (2010).

## Betroffene Region  und Folgen
Betroffen waren vor allem Südkuwait und Saudi-Arabien. Schätzungen zur ausgetretenen Ölmenge schwanken zwischen einer Milliarde Liter Rohöl und zwei und sechs Milliarden Litern (bzw. Millionen Tonnen), die durch die Strömung hunderte von Kilometern in südliche Richtung trieben. Es wurde schnell klar, dass die Regenerationszeit mehrere Jahrzehnte umfassen würde.
Das Rohöl trat unter anderem aus mehreren Tankern und Ölterminals aus und gelangte in den Golf vor der Küste Kuwaits. Etwa 30 Prozent der Mangroven und Salzmarschen vor der arabischen Küste starben entweder sofort ab oder überlebte die nächsten drei bis fünf Jahre nicht. Die verbliebenen Bestände sind weiterhin schwer geschädigt. Direkt nach dem Austreten des Öls wurden zunächst sämtliche Bodenlebewesen, einschließlich der Muscheln, Krebse, Schwämme und Plankton sowie ortsfeste Wasserpflanzen abgetötet. Als Lebensraum war das verseuchte Gebiet lediglich für Cyanobakterien bewohnbar, die den Meeresgrund mit einer luftdichten Schicht versiegeln. Der Nachteil ist, dass das darunter abgelagerte Öl nicht mehr abgebaut werden konnte, so dass es notwendig wäre, die Cyanobakterien-Matten künstlich zu zerstören und neue Abflüsse zu legen, um eine vollständige Renaturierung zu ermöglichen. Dabei ist es problematisch, dass sich abgelagertes Öl kaum noch bewegt, da es im Persischen Golf nur wenig Bewegung durch Meeresströmungen und Brandung gibt und das Öl daher kaum abgebaut werden kann.

## Ursachen
Am 21. Januar 1991 öffneten irakische Soldaten absichtlich die Ventile am Sea-Island-Öl-Terminal und entließen damit das Öl von mehreren Tankern in den Persischen Golf, um dadurch das potentielle Anlanden des United States Marine Corps zu verhindern. Unmittelbar folgende Meldungen aus Bagdad berichteten, dass US-amerikanische Luftangriffe die Ursache für das Austreten von Öl aus zwei Tankern seien. Truppen der Koalition stellten fest, dass die Hauptquelle des Öls das Sea-Island-Terminal in Kuwait war. Luftangriffe der United States Air Force zerstörten am 26. Januar 1991 Pipelines, um das weitere Auslaufen von Öl in den persischen Golf zu verhindern.
Die Gesamtmenge an ausgetretenem Öl stammte somit aus drei unterschiedlichen Quellen: den geöffneten Ventilen, den beiden Tankern und den Pipelines.
Das Öl wanderte südlich und landete an der Nordküste von Saudi-Arabien, wo es die fragilen Gezeitenzonen und Mangrovenwälder schädigte sowie Lebensräume für Wildtiere zerstörte.
Es existierten noch andere aktive Quellen für das Öl: eine beschädigte kuwaitische Erdölraffinerie sowie mehrere Tanker nahe Mina Al Ahmadi, Tanker in der Nähe der Insel Bubiyan sowie das irakische Ölterminal Mina Al Bakr.
Des Weiteren sprengte das irakische Militär beim Abzug 700 Ölquellen in Kuwait.